# Abell 2390
| Abell 2390                                              | Abell 2390                    |
| ------------------------------------------------------- | ----------------------------- |
| Euclid-Ausschnitt von Abell 2390                        |                               |
| Euclid-Detailaufnahme von Abell 2390                    |                               |
| Beobachtungsdaten Äquinoktium: J2000.0, Epoche: J2000.0 |                               |
| Sternbild                                               | Pegasus                       |
| Rektaszension                                           | 21h 53m 35,5s                 |
| Deklination                                             | +17° 41′ 12′′                 |
| Erscheinungsbild                                        |                               |
| Anzahl Galaxien                                         | > 50.000                      |
| Physikalische Daten                                     |                               |
| Rotverschiebung                                         | ca. 0,228                     |
| Entfernung                                              | ca. 2,7 Milliarden Lichtjahre |

Abell 2390 ist ein Galaxienhaufen im Sternbild Pegasus mit mehr als 50.000 Galaxien, dessen Name sich von seinem Eintrag im Abell-Katalog ableitet. 
Das europäische Weltraumteleskop Euclid machte Bilder von Abell 2390, die zu Euclids Early Release Observations (ERO, d. h. so viel wie „früh veröffentlichten Beobachtungen“) gehören und am 23. Mai 2024 der Öffentlichkeit vorgestellt wurden. Die Euclid-Detailaufnahme von Abell 2390 (Bild rechts) zeigt im Zentrum einen starken Gravitationslinseneffekt, der auf Lichtablenkung durch Dunkle Materie zurückgeht. Ein weiteres Bild mit verstärkten Weißtönen hebt das sogenannte Intracluster-Licht hervor, also Lichtemissionen innerhalb des Galaxienhaufens; diese werden von Sternen hervorgerufen, die durch die Gravitationskräfte aus ihren Muttergalaxien herausgerissen wurden. 

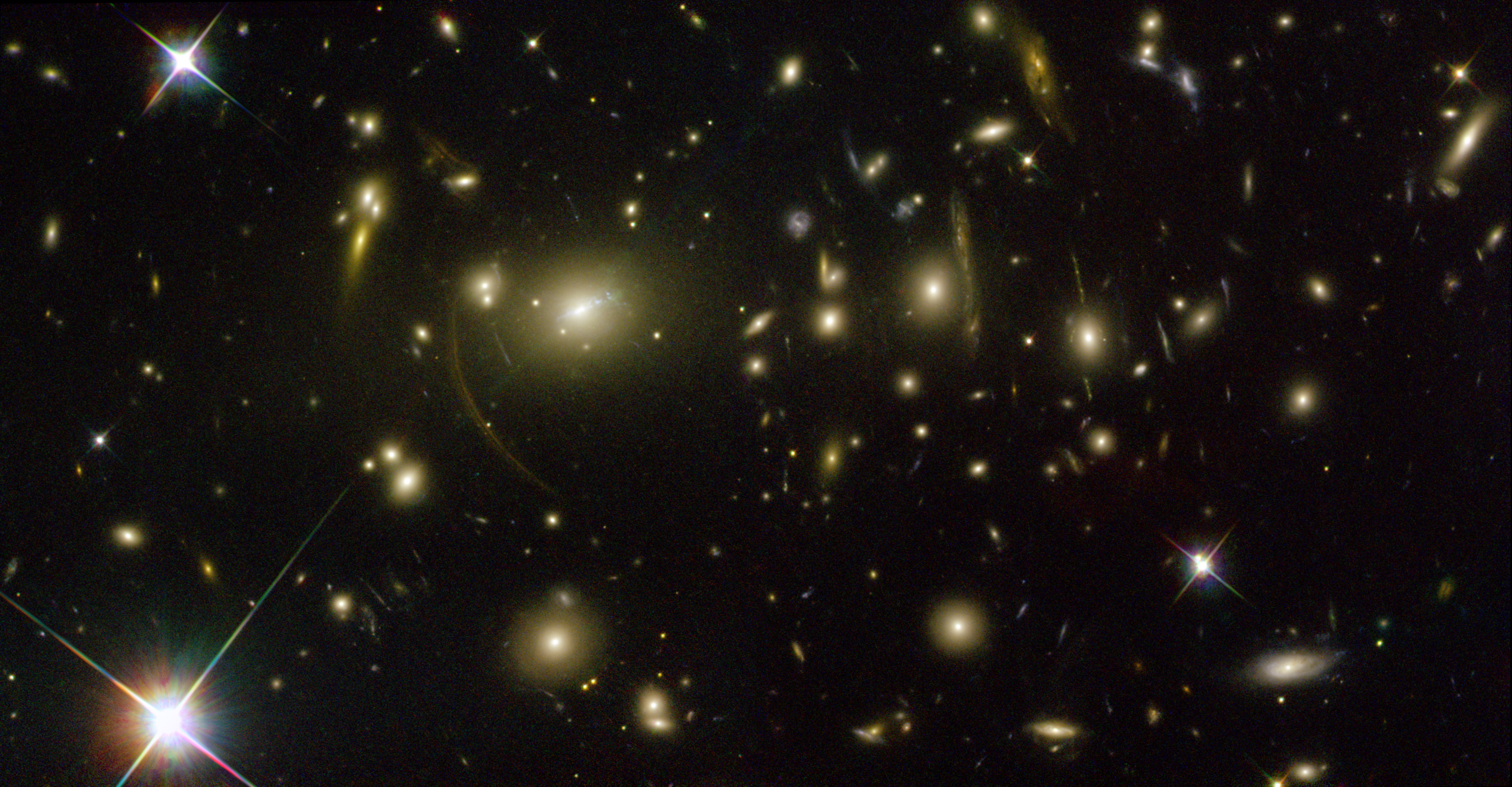
Abell 2390 (Foto Hubble 2008)
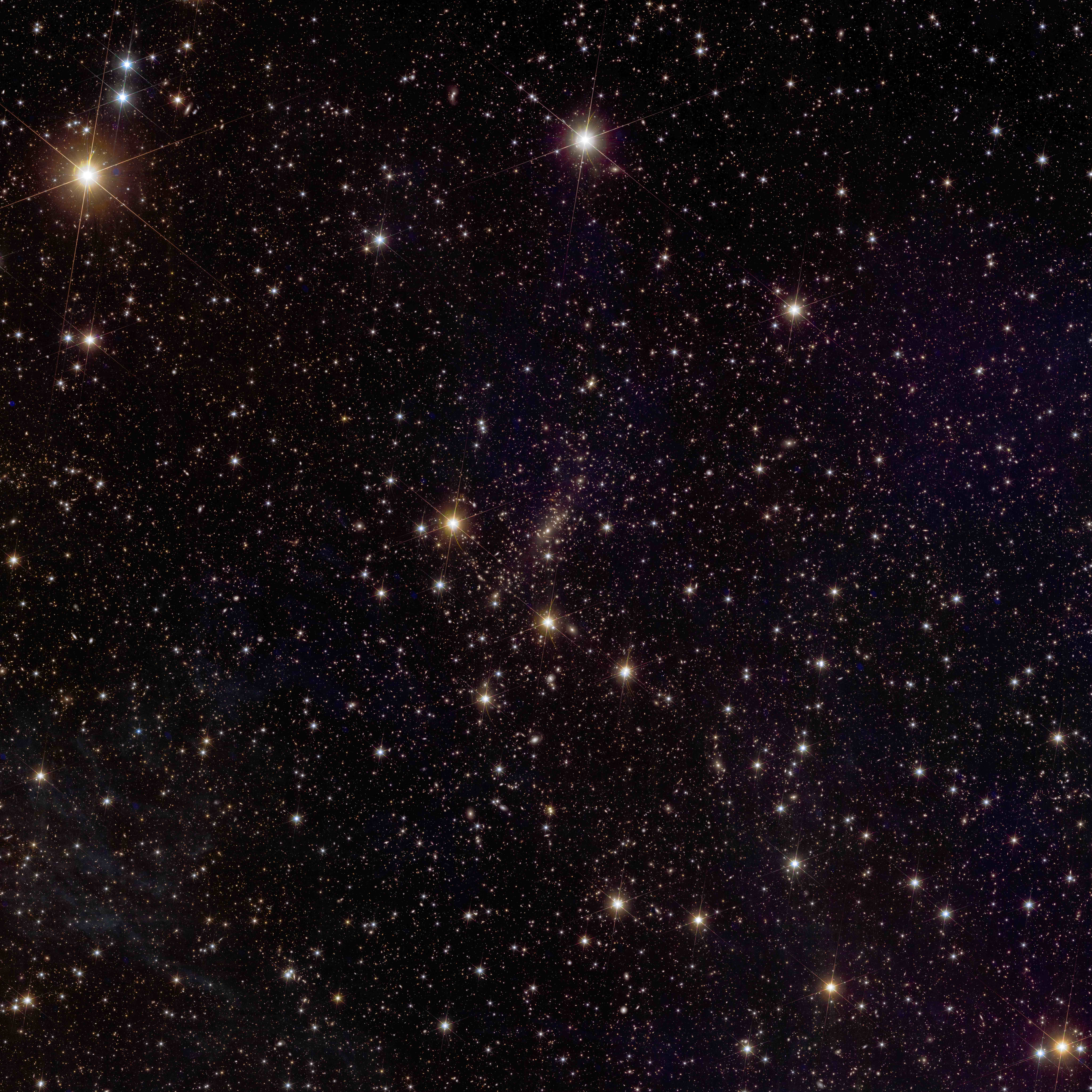
Abell 2390 (Foto Euclid 2024)
Intracluster-Licht in Abell 2390 (Foto Euclid 2024)